# Fîrlădenii Noi, Căușeni
Fîrlădenii Noi este un sat din cadrul comunei Fîrlădeni din raionul Căușeni, Republica Moldova.

## Demografie

### Structura etnică
Structura etnică a localității conform recensământului populației din 2004:
| Grup etnic                    | Populație | % Procentaj |
| ----------------------------- | --------- | ----------- |
| Băștinași declarați Moldoveni | 340       | 98,55%      |
| Ruși                          | 3         | 0,87%       |
| Ucraineni                     | 1         | 0,29%       |
| Alții                         | 1         | 0,29%       |
| Total                         | 345       |             |